# Gökhan Saki
Gökhan Saki (Schiedam, 18 oktober 1983) is een Turks-Nederlands kickbokser. Hij stond onder contract bij Team Golden Glory en was in 2009 finalist op het K-1 Heavyweight-toernooi (-100 kilogram) in Yokohama. 

## Biografie
Saki groeide op in zijn geboorteplaats Schiedam en zijn ouders waren migranten uit Kars, Turkije. Saki begon op elfjarige leeftijd met thaiboksen bij sportschool Pasztjerik onder leiding van Jan Pasztjerik. Vanaf 2001 trainde hij bij Golden Glory Gym in Breda met Cor Hemmers. 
Saki kwalificeerde zich voor de K-1 World Grand Prix 2008 Final na zijn winst op Ray Sefo. Hij vocht in de kwartfinale tegen Ruslan Karaev, die hij versloeg op punten. Vervolgens trof hij in de halve finale de uiteindelijke winnaar Remy Bonjasky. Saki ging knock-out door een vliegende trap van Bonjasky in de tweede ronde.
Op het K-1 Heavyweight (-100 kg) toernooi 2009 in Yokohama vocht Saki zijn eerste partij tegen Tyrone Spong, die na uitval van Ruslan Karaev en Chalid Arrab mocht meedoen aan het toernooi. Na drie ronden besloot de jury ze een extra ronde te laten vechten. In die 4de ronde wist Saki Spong met een rechtse hoek te raken waardoor Spong knock-out ging. Saki verloor in de finale van Keijiro Maeda, die K-1 Heavyweight-kampioen werd.
Saki had zich niet kunnen kwalificeren voor de K-1 World Grand Prix 2009 Final, maar mocht wel deelnemen aan een reservepartij tegen kickbokslegende Peter Aerts. Hij verloor het gevecht middels een unanieme jurybeslissing.
Tijdens het It's Showtime Vechtsportgala 2010 versloeg hij Melvin Manhoef in de tweede ronde met een knock-out. Hij bereikte in 2010 de halve finale van de K-1 World Grand Prix Final, waar hij in de eerste ronde verloor van de uiteindelijke kampioen Alistair Overeem. Saki begon de wedstrijd met felle combinaties van stoten, maar moest alsnog het onderspit delven vanwege een harde trap van Overeem op zijn rechterarm. Saki ging de ring in met een gebroken rechter onderarm, opgelopen in het voorgaande gevecht tegen Daniel Ghiţă, waarop Overeem op enig moment een trap gaf. Hierop eindigde het gevecht met een TKO.
Op 28 januari 2012 stond Saki tegenover Badr Hari tijdens het evenement It's Showtime 2012 in Leeuwarden. Saki verloor het gevecht op technische knock-out in de eerste ronde nadat Hari hem drie keer tegen het canvas sloeg, waardoor de scheidsrechter het gevecht beëindigde.
Saki nam deel aan de zestien man tellende Glory Heavyweight Grand Slam-toernooi op 31 december 2012. Hij versloeg zijn eerste twee tegenstanders Raoumaru en Anderson Braddock Silva beiden op knock-out in de eerste ronde. In de halve finale verloor hij van de uiteindelijke toernooiwinnaar Semmy Schilt.
In april 2013 vocht Saki een rematch tegen Daniel Ghiţă, die hij technisch knock-out sloeg in de tweede ronde. Vervolgens nam hij in oktober 2013 deel aan een Glory-zwaargewichttoernooi, waar hij tegen de uiteindelijke toernooiwinnaar Rico Verhoeven kwam te staan. Saki verloor het gevecht op basis van een meerderheidsbesluit van de jury.
In 2017 maakte Saki via social media bekend dat hij als MMA-vechter ging uitkomen voor de UFC. Hij won op 22 september 2017 vervolgens door middel van een knock-out in de eerste ronde van Henrique da Silva. Saki ging in zijn volgende partij, in juli 2018 tegen Khalil Rountree, zelf na anderhalve minuut knock-out.
In 2021 keerde Saki terug bij Glory, die hem een gevecht tegen de Engelsman James McSweeney gaf. Saki won de partij in de tweede ronde na een reeks lowkicks die de Engelsman de benen letterlijk onder het lijf vandaan haalde.